# Manfred Chobot
Manfred Chobot (* 3. května 1947 Vídeň) je rakouský spisovatel.
Byl dorosteneckým mistrem Rakouska v plavání. Studoval kulturní inženýrství a pracoval pro Österreichischer Rundfunk, byl redaktorem literárních časopisů astma, Das Gedicht a neue wege a knižní edice Lyrik aus Österreich. Píše básně, povídky, rozhlasové hry, scénáře, cestopisy i dětské knihy. Vytvářel kabarety s herečkou a režisérkou Topsy Küppersovou. Jeho poezie se vyznačuje ironickým laděním, které umocňuje použití vídeňského dialektu. Je členem spisovatelské organizace Grazer Autorenversammlung. Byla mu udělena bangladéšská cena Kathak Literary Award a Čestné ocenění za zásluhy o stát Vídeň.
Spolu s manželkou Dagmar Chobotovou provozují na Domgasse ve Vídni galerii.
V češtině vyšel výbor z jeho tvorby Libůstka si libuje (Větrné mlýny, Brno 2015, přeložila Tereza Semotamová).